# João Frederico Abbott
João Frederico Abbott (São Gabriel, 6 de fevereiro de 1856 — Porto Alegre, 1925) foi um médico e político brasileiro.

## Biografia
Filho de Jonathas Abbott Filho e de Zeferina Fernandes Barbosa e irmão do presidente do Rio Grande do Sul, Fernando Abbott, formou-se em medicina; era casado com Luísa Barreto Flores.
Republicano e abolicionista, era integrante do Partido Republicano Rio-grandense quando foi eleito deputado à Constituinte Estadual de 1891, após a Proclamação da República. Também foi secretário do governo do estado, durante a gestão de Júlio de Castilhos e no primeiro mandato de Borges de Medeiros.
Em 1906, foi eleito deputado federal pelo 3º distrito do estado e exerceu seu mandato de 3 de maio daquele ano a 31 de dezembro de 1908. Neste meio tempo, concorreu ao cargo de presidente do Rio Grande do Sul, mas perdeu para Carlos Barbosa Gonçalves, candidato indicado por Borges de Medeiros. Em 1909, foi reeleito deputado federal e exerceu o mandato até 31 de dezembro de 1911.
Após 1911, voltou a exercer a medicina e abandonou a política.

## Morte
Morreu em Porto alegre no ano de 1925.